# Крячун Андрій Васильович
Андрій Васильович Крячун Історик вищої освіти в Одесі у другій половині XIX ст 1901 — не раніше 1940

## Життєпис та науковий доробок
Народився 8.08. 1901 у с. Мала Виска на Одещині. 
В анкетах вказував, що є українцем за національністю. Освіту отримав в учительський семінарії. Вступив до лав КП(б)У у 1920. З того ж року був членом комнезаму, керував партосередком та партшколою на Одещині. Учителював у Червоній армії з 1921 по 1925. У 1927 подав заяву на зарахування його студентом історичного відділу 1 курсу ф-ту профосвіти Одеський інститут народної освіти.. Невдовзі він відкликав свою заяву у зв'язку з тим, що парткомітет залишив його працювати на Одещині інспектором освіти. У 1930-х отримав вищу освіту на історичному ф-ті нововідкритого ОДУ . Після навчання був залишений в аспірантурі. У 1940 р. захистив кандидатську дисертацію. Відомостей про його подальшу долю розшукати не вдалося. Концептуально автор з одного боку продовжував традиції ліберальної історіографії початку XX ст., що зі співчуттям ставилась до студентського руху, не зауважуючи його негативних рис. З іншого боку, він довів цю традицію до краю, провівши різкий та часто не виправданий поділ професорів та студентів на «реакційних» та «прогресивних», зводячи роль Імператорського Новоросійського університету до осередку революційої боротьби, а не передусім науки. Сьогодні ці висновки автора є застарілими. Але на тлі фактичного розгрому краєзнавства наприкінці 1930-х р., праці А. Крячуна виглядають досить якісними, вони були написані майже виключно на матеріалах архіву Імператорського Новоросійського університету та одеського жандармського управління.

## Праці
- Общественно-революционное движение в Одесском университете второй половины XIX века. — Дис. на соискание ученой степени канд. историч. наук. — Одесса, 1940;
- Одесский университет // Одесский университет за 75 лет (1865–1940). — Отв. ред. К. П. Добролюбский. — Одесса, 1940.